# Barbariccia

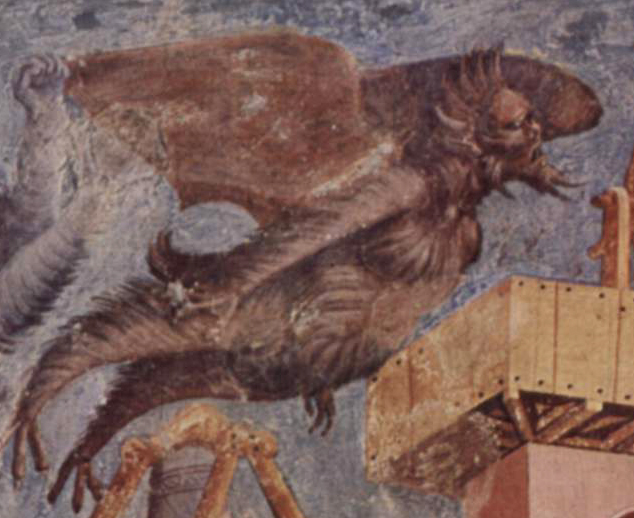
Un diavolo di Giotto, Cappella degli Scrovegni, Padova (1296-1298)

Barbariccia è un diavolo inventato da Dante Alighieri, che lo inserisce tra i Malebranche, la diabolica truppa di demoni protagonista di un curioso episodio dell'Inferno (Canti XXI, XXII e XXIII). Essi creano con le loro grottesche figure una parentesi dallo stile tipicamente comico che è molto rara nell'opera dantesca e rappresenta una preziosissima testimonianza di come il grande poeta sapesse adattare con duttilità la sua poesia ai più svariati generi.
Il suo nome ha un'etimologia chiarissima e raffigura sinteticamente un aspetto trasandato, come anche il nome di Scarmiglione.
Per la prima volta Barbariccia viene nominato dal capo dei diavoli Malacoda il quale lo chiama assieme ad altri nove demoni (dieci in tutto) per accompagnare Dante e Virgilio come scorta - non richiesta - per un tratto della bolgia fino a un passaggio su un ponte che poi si scoprirà inesistente.
(Inf. XXI, 120)
Egli viene chiamato poi con vari nomi a parodia di un vero capo militare di questa sguaiata truppa di diavoli (duca, decurio, gran proposto).
Famoso è il verso che indica come Barbariccia si appresti a dare il segno dell'Avanti marsc' ai diavoli: 
(XXI, v. 139)
Una laconica e buffa metafora che chiude il canto XXI su come il suono del peto sia in questo caso equivalente a quello delle trombe delle bande militari (sulle quali insisterà poi Dante, fintamente stupito, nelle prime terzine del canto XXII).
Durante il tragitto Barbariccia guida gli altri, infatti al suo passaggio i dannati immersi nella pece ritraggono immediatamente la testa che avevano estratto per sollievo, proprio come fanno le ranocchie in uno stagno al passaggio di un serpente.
Come Malacoda, essendo a capo degli altri, fa alcune azioni per frenarli e tenere ordine, come quella di bloccare gli altri diavoli quando viene pescato il dannato Ciampolo di Navarra. Essi vorrebbero dilaniarlo con gli uncini subito, ma Dante e Virgilio vorrebbero fargli prima alcune domande, per cui gli istinti animaleschi dei diavoli devono essere tenuti a freno. Non è ben chiaro cosa faccia Barbariccia per fermare Ciriatto che avvicinava le sue zanne di porco al dannato: Dante dice che "il chiuse con le braccia / e disse: "State 'n là, mentr'io lo 'nforco", cioè lo abbracciò prima di infilzarlo lui direttamente oppure lo "recintò" cioè fece schermo con le braccia proteggendolo dagli altri. La prima ipotesi è quella più consona al senso letterario delle parole, secondo il loro uso più frequente, mentre la seconda si adatta meglio al senso dell'episodio, non venendo più citato questo "abbraccio" quando per esempio Ciampolo si libererà tuffandosi impaurito nella pece. Addirittura qualcuno al verbo inforcare farebbe corrispondere l'atto di Barbariccia di saltarli in groppa come si fa sui cavalli cingendolo con le cosce, anche se questo sembra piuttosto improbabile per come si sviluppa l'episodio; anche il fatto di "inforcare" con gli uncini però non è chiaro se si pensa che subito dopo egli invece di punire il dannato esorta Virgilio a fargli altre domande.
Poco dopo blocca Libicocco e Draghignazzo con una sola occhiata quando iniziano a colpire di uncino il povero dannato; poi deve frenare anche un assalto di Farfarello, che stralunava gli occhi impaurendo il Navarrese al punto di non farlo riuscire più a parlare: "Fatti 'n costà, malvagio uccello!" (XXII, v. 96), gli urla.
Infine Barbariccia è quello che organizza il ripescaggio di Alichino e Calcabrina rotolati nella pece dopo essersi azzuffati e cotti fino dentro alla crosta.